# Gluckente

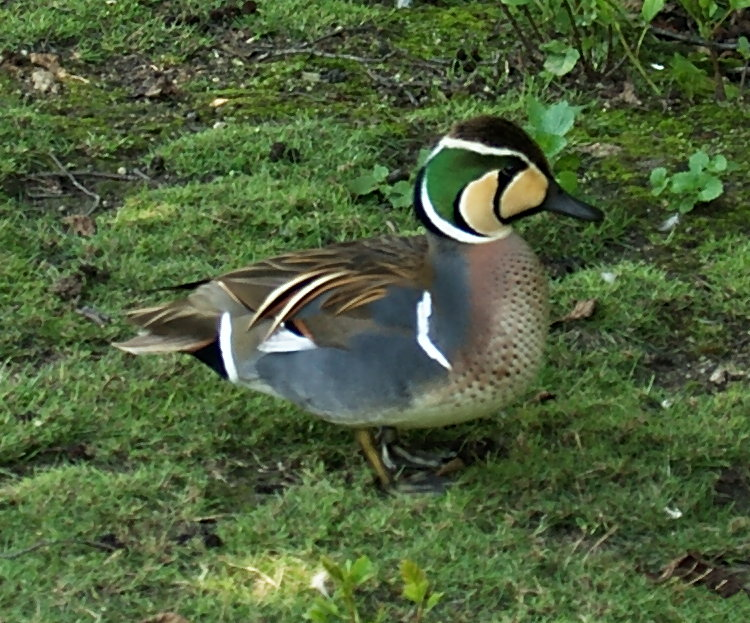
Baikalente, Männchen

Die Gluckente (Sibirionetta formosa, Syn.: Anas formosa, Nettion formosum), auch Baikalente genannt, ist ein asiatischer Entenvogel (Anatidae). Das Verbreitungsgebiet erstreckt sich vom Nordosten Sibiriens bis zur Halbinsel Kamtschatka. Das Männchen weist im Prachtkleid eine ausgesprochen kontrastreiche Färbung auf. Darauf weist auch die wissenschaftliche Artbezeichnung hin, formosa bedeutet schön.

## Merkmale
Die Gluckente hat eine Höhe von 30 bis 40 cm und eine Länge von 40 bis 43 cm. Sie wiegt etwa 500 g.
Die Gluckente ist eine kleine Gründelente, auffällig ist der gestreckte Körper mit langen Handschwingen und der kräftige und lange Schnabel. Erpel und Ente weisen verschiedene Farbbilder auf. Während der Erpel mit einem bunten Kopf in den Farben grün, schwarz, gelb und weiß auffällt, zeichnet sich die Ente durch einen weißen Wangenfleck aus. Beim Erpel sind die einzelnen Farbpartien dabei deutlich voneinander getrennt. Die Brust hat einen warmen, gelbbraunen Ton. Die Flanken sind grau. Die Schulterfedern sind verlängert und sind rotbraun, cremefarben und schwarz. Sie fallen auffällig über die Körperseiten. 
Das Weibchen gleicht den anderen Weibchen der Gattung der Eigentlichen Enten. Vom charakteristischen hellen Wangenfleck abgesehen, unterscheidet es sich auch durch die dunklere Punktung, die besonders auffällig an den Flanken ist. Durch das Auge verläuft ein halbmondförmiger schwarzer Streifen und ein dunkler Augenstreifen läuft außerdem zum Nacken.  

## Vorkommen

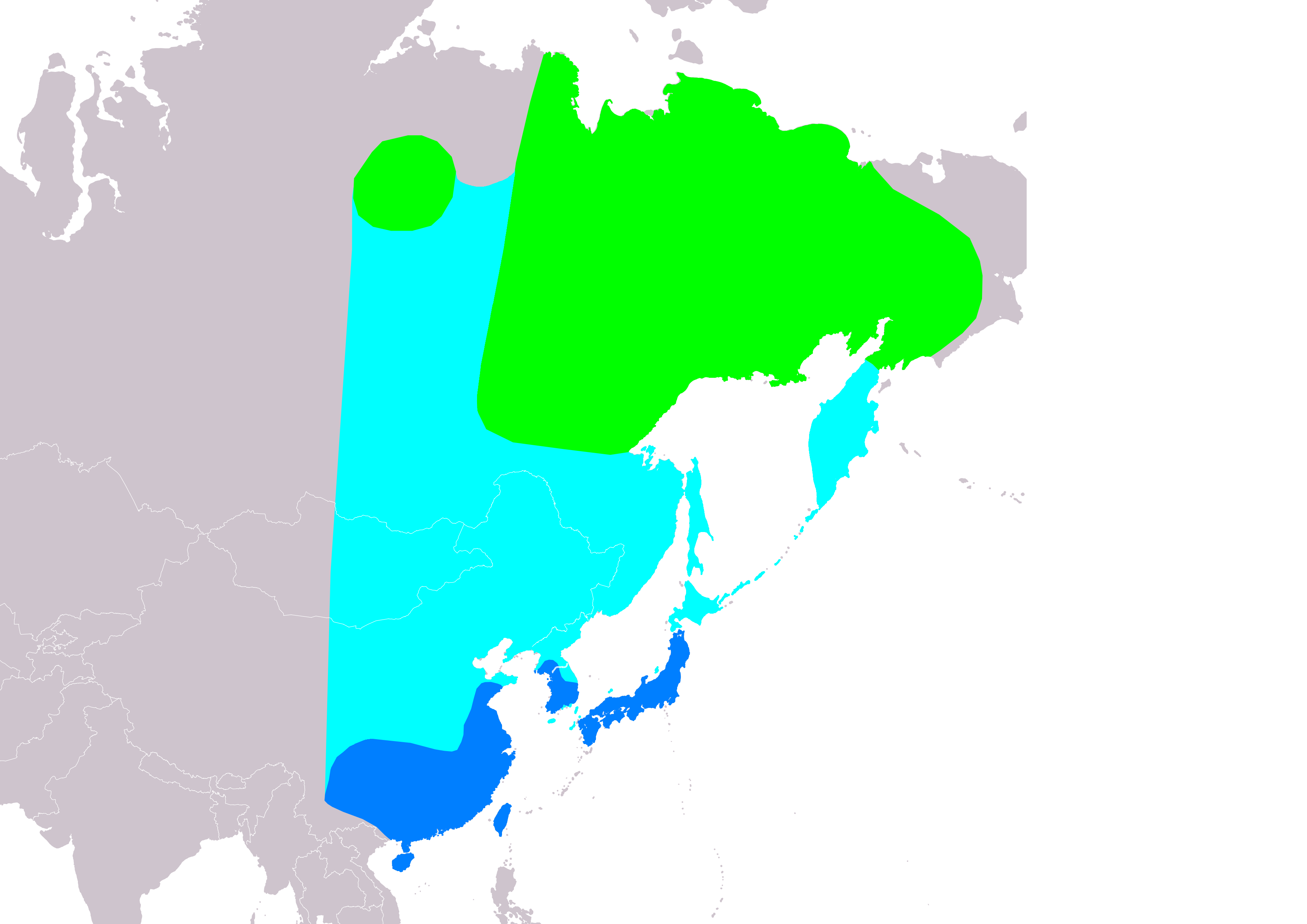
Verbreitung der Gluckente:
Brutgebiete
Migration
Überwinterungsgebiete

Gluckenten findet man den Sommer über hauptsächlich an den Ufern großer sibirischer Flüsse in nicht zu großen Höhenlagen, die Hauptüberwinterungsgebiete sind dagegen die Seen im Süden Japans sowie im Osten der Volksrepublik China, Taiwans und Südkoreas. Einige Gluckenten erreichen während ihres Überwinterungszuges sogar Assam und Nordindien. Im Juli setzt die Mauser ein. Einige Erpel ziehen dafür ans Nördliche Eismeer, andere bleiben im Brutgebiet.
Seit 1840, dem Jahr des Erstimports, wird sie auch in Europa als Zuchtente gehalten.

## Ernährung
Die Gluckente ernährt sich von Kleintieren und Pflanzen, die sie beim Gründeln ausfiltert.

## Fortpflanzung
Die Gluckente ist ein häufiger Brutvogel in Ostsibirien, man trifft sie in Sümpfen, Auen und Flussdeltas an.
Nach der Paarung Mitte Mai werden schnell die Nester im Ufergras, unter Zweigen versteckt gebaut. Dafür werden Mulden gegraben und mit Daunen ausgelegt. Das Gelege besteht aus sieben bis neun grüngrauen Eiern. Es brütet allein das Weibchen. Das Männchen zieht noch während der Brut des Weibchens in die Mausergebiete. Nach etwa 26 Tagen schlüpfen die jungen Entenküken mit einem Gewicht von 30 g.

## Gefährdung und Schutz
Die Gluckente war in Asien einst eine der am weitesten verbreiteten und häufigsten Enten. Das Verbreitungsgebiet und die Populationszahlen nahmen jedoch auf Grund intensiver Bejagung und Habitatverlusten stark ab. Gegenwärtig steigt die Populationsgröße wieder, die Gluckente gilt auf der Roten Liste der IUCN (Version 2013.2) als nicht gefährdet (Least Concern).

## Belege

### Einzelbelege
1. ↑   Sale, S. 16